# Aleksander Ivanovič Akimov
Aleksander Ivanovič Akimov (rusko Александр Иванович Акимов), sovjetski general, * 1895, † 1965.

## Življenjepis
Med letoma 1937 in 1939 je bil namestnik poveljnika Leningrajske pehotne šole. 
Nato je bil namestnik poveljnika 104. gorske strelske divizije (1939–40), poveljnik 48. strelske divizije (1940), poveljnik 73. strelske divizije (1940–41), poveljnik 82. motorizirane strelske divizije (1942), poveljnik 3. gardne motorizirane strelske divizije, poveljnik 6. gardnega mehaniziranega korpusa, poveljnik 78. strelskega korpusa in poveljnik 73. strelskega korpusa.
Opravil je šolanje na Generalštabni vojaški akademiji.
Med letoma 1949 in 1951 je bil namestnik poveljnika 5. armade, nato pa namestnik poveljnika Odeškega (1951–53) ter Volgaškega vojaškega okrožja (1953–55).
Upokojil se je leta 1955.